# Гелен фон Друсковіц
Гелен фон Друсковіц, ім'я при народженні Гелен Марія Друшкович (нім. Helene von Druskowitz, 2 травня 1856 — 31 травня 1918) — австрійська вчена, філософ, письменниця та музичний критик. Була другою жінкою, що отримала ступінь доктора філософії. Публікувалася під чоловічим псевдонімом через панівний сексизм.

## Життєпис
Народилася у Гітцінзі, Відень. У 1874 році переїхала до Цюриха і закінчила навчання в 1878 році. Після вивчення філософії, археології, німецької літератури, орієнталізму та сучасних мов стала першою австрійкою і другою жінкою в історії після Стефанії Воліцької, яка отримала ступінь доктора філософії з дисертацією на тему «Дон Жуан» Байрона. Потім працювала викладачкою історії літератури в різних університетах (Відень, Цюрих, Мюнхен, Базель). Вона також подорожувала до Північної Африки, Франції, Італії та Іспанії, перш ніж повернутися до Відня. У 1881 році зустріла Марі фон Ебнер-Ешенбах, яка познайомила її зі своїм літературним колом. Через три роки вона познайомилася з Лу Андреасом Саломе і Фрідріхом Ніцше, через спільну знайому Мальвіду фон Мейзенбуг. Гелен Друсковіц була однією з небагатьох, хто отримав примірник четвертої книги «Так говорив Заратустра», видану за кошти автора. Однак стосунки з Ніцше тривали недовго.
У 1885 році вона опублікувала книгу про Трьох англійських письменниць: Джоанне Бейлі, Елізабет Барретт Браунінг і Джордж Еліот.
Брат Гелен Друсковіц помер у 1886 році, а її мати — у 1888 році. У 1887 році вона почала жити в Дрездені з оперною співачкою Терезою Мальтен у Дрездені. Почала надмірно пити, а також мала проблеми з наркотиками. Після романтичної розлуки в 1891 році вона остаточно впала в алкоголізм і була відправлена в 1891 році в психіатричну лікарню в Дрездені. Проте Гелен продовжувала писати й друкуватися до 1905 року. Вона допомогла знайти феміністські рецензії Der heilige Kampf (Свята боротьба) і Der Federuf (Заклик до ворожнечі). Друсковіц критикувала і релігію, і сексизм, і, після розриву дружби з Ніцше, його філософію. Як інтелектуалка і лесбійка, Друсковіц була соціальною аутсайдеркою. У своїх працях вона виступала за абсолютну рівність між статями, виступала за послідовний фемінізм відмінностей.
Померла в кінці травня 1918 року в Мауер-Олінг від дизентерії, провівши останні 27 років свого життя в психіатричній установі.

## Праці
- Sultan und Prinz (1882)
- Der Präsident vom Zitherclub (1883–84)
- Percy Bysshe Shelley (1884)
- Drei englische Dichterinnen (Three English Writers, 1885)
- Moderne Versuche eines Religionsersatzes (1886)
- Wie ist Verantwortung und Zurechnung ohne Annahme der Willensfreiheit möglich? (1887)
- Zur neuen Lehre. Betrachtungen (1888)
- Zur Begründung einer neuen Weltanschauung (Zur neuen Lehre) (1889)
- Eugen Dühring. Eine Studie zu seiner Würdigung (1889)
- Aspasia (1889)
- Die Pädagogin (1890)
- Philosophischer Rundfragebogen (1903)
- Pessimistische Kardinalsätze (1988, з назвою Der Mann als logische und sittliche Unmöglichkeit und als Fluch der Welt)